# الانتخابات العامة المكسيكية 2018
الانتخابات العامة في المكسيك في 1 يوليو 2018. وسوف ينتخب الناخبون رئيسًا جديدًا لمدة ست سنوات ، 500 عضو في مجلس النواب و 128 عضوًا في مجلس الشيوخ .